# Exoprosopa divisa
Exoprosopa divisa är en tvåvingeart som först beskrevs av Daniel William Coquillett 1887.  Exoprosopa divisa ingår i släktet Exoprosopa och familjen svävflugor. Inga underarter finns listade i Catalogue of Life.